# Evento de La Niña de 2020–2023
O evento de La Niña de 2020–2023 foi um raro La Niña com duração de três anos, com mergulho triplo. O impacto do evento levou a numerosos desastres naturais que foram provocados ou alimentados pelo La Niña. O La Niña refere-se à redução da temperatura da superfície oceânica no Pacífico equatorial central e oriental, acompanhada por mudanças notáveis na circulação atmosférica tropical. Isso inclui alterações nos padrões de vento, pressão e precipitação. A fase fria do El Niño-Oscilação Sul (ENOS), conhecida como La Niña, normalmente produz efeitos contrastantes no tempo e no clima em comparação com o El Niño, que é a fase quente do mesmo fenômeno.

## Efeitos
Houve atividade recorde de ciclones tropicais no Oceano Atlântico Norte durante as temporadas de furacões de  2020 e 2021, sendo a temporada de 2020 a mais ativa já registrada e a temporada de 2021 a terceira mais ativa.